# Brassington
Brassington – wieś w Anglii, w hrabstwie Derbyshire, w dystrykcie Derbyshire Dales. Leży 22 km na północny zachód od miasta Derby i 204 km na północny zachód od Londynu.